# Валки (Алтайский край)
Валки — упразднённое село в Кулундинском районе Алтайского края. Входило в состав Константиновского сельсовета. Ликвидировано в 1970-е годы г.

## География
Располагалось в 4,5 км к юго-востоку от села Белоцерковка.

## История
Основано в 1907 году. В 1928 году посёлок Валки состоял из 109 хозяйств, основное население — украинцы. Центр Валковского сельсовета Ключевского района Славгородского округа Сибирского края. Колхоз «Новая деревня».

## Население
| год     | 1928 | 1948 | 1955 | 1959 |
| ------- | ---- | ---- | ---- | ---- |
| человек | 572  | 390  | 215  | 175  |